# Gerd Wunder
Gerhard Wilhelm Wunder (* 26. Dezember 1908 in Landsberg am Lech; † 30. Mai 1988) war ein deutscher Bibliothekar und Landeshistoriker. Im Zweiten Weltkrieg war er die überwiegende Zeit im Einsatzstab Reichsleiter Rosenberg mit dem Raub von jüdischen und russischen Bibliotheken für die NSDAP beschäftigt.

## Leben
Der Vater Johann Bernhard Wunder (1879–1952; ⚭ 1908 Klara Therese Stoeckle) entstammt einer fränkischen Pfarrer- und Beamtenfamilie, studierte Landwirtschaft und wurde Saatzüchter. Der Großvater Justin Wunder (1838–1910) entwickelte als Chemiker ein Ultramarinrot, mit dem Johannes Zeltner das erste deutsche Reichspatent anmeldete. Ein Onkel war der Reformpädagoge Ludwig Wunder (1878–1949).
Wunder war ein früher Anhänger des Nationalsozialismus. Er trat am 1. Mai 1930 der NSDAP bei. 1932 wurde er zum Dr. phil. promoviert. 1933 und 1934 unterrichtete er an einer deutschen Schule in Santiago de Chile. In dieser Zeit war er nebenamtlich in der NSDAP-Auslandsorganisation, NSDAP-AO, in Chile tätig. 1935 kam er nach Deutschland zurück und übernahm die Leitung der Städtischen Bibliothek Düsseldorf.
Von August 1939 bis November 1940 diente Wunder in der Wehrmacht. Ab November 1940 wurde er in der Hauptarbeitsgruppe (HAG) Frankreich des Einsatzstabs Reichsleiter Rosenberg (ERR) in Paris beim Raub von Büchern (M-Aktion) eingesetzt und fungierte als Leiter des Sonderstabes Bibliotheksaufbau der Hohen Schule des ERR in Paris. Dieser „beschlagnahmte“ auf Grund eines Führerbefehls Literatur über jüdische Themen aus dem Besitz jüdischer und freimaurerischer Organisationen sowie aus Privatbibliotheken geflohener oder ermordeter Juden. Die Buchbestände waren für das Institut zur Erforschung der Judenfrage Rosenbergs in Frankfurt bestimmt, der ersten Einrichtung der geplanten Hohen Schule der NSDAP. Von Juni bis September 1941 war Wunder zwischenzeitlich erneut Soldat, bevor er ab Oktober 1941 bei der Hauptarbeitsgruppe Ostland in Riga beschäftigt war (von Januar bis August 1942 als deren Leiter). Ziel des ERR in Russland war der Aufbau der sog. Ostbücherei zu „Fragen des Bolschewismus“ aus Beständen staatlicher russischer Bibliotheken. Seit August 1942 betreute Wunder diese Ostbücherei als Leiter der Abteilung Erfassung und Sichtung (seit Ende 1944 mit dem Titel Obersteinsatzleiter) in Berlin und seit September 1943 im Ausweichquartier in Racibórz/Ratibor (Oberschlesien).
Nach dem Ende des Zweiten Weltkriegs wurde er 1945 interniert und im August 1947 (9 Monate nach der Hinrichtung Rosenbergs) in Nürnberg bei der Vorbereitung des OKW-Prozesses über die Tätigkeit angeklagter Generäle befragt, doch konnte er hierzu keine Angaben machen. Teile der in Paris geraubten Bestände für die „Hohe Schule“ wurden 1945 von der amerikanischen Armee im Schloss Tanzenberg in Kärnten aufgefunden und, soweit es noch möglich war, anschließend ihren noch lebenden Eigentümern bzw. an jüdische Organisationen zurückgegeben. Die Ostbücherei in Ratibor wurde 1945 von russischen Truppen sichergestellt und in die Sowjetunion zurücktransportiert.
Später war Wunder Studienrat an einem Gymnasium in Schwäbisch Hall und seit 1954 Mitglied der Kommission für geschichtliche Landeskunde in Baden-Württemberg. Nun trat er als Sozialhistoriker und Genealoge hervor und veröffentlichte in der Bundesrepublik zahlreiche Arbeiten in Büchern und Zeitschriften. Regionaler Schwerpunkt seiner Studien war Schwäbisch Hall und weitere Umgebung. Er hat aber auch zur Genealogie hochmittelalterlicher Adelsfamilien Beiträge vorgelegt, in denen er weitreichende Hypothesen nicht scheute. 
Gerd Wunder ist der Vater von Dieter Wunder (GEW-Vorsitzender) und Bernd Wunder (Historiker).

## Schriften
- Grundzüge des Unabhängigkeitskriegs in Chile. (1808–23). Münster i.W. 1932.
- Führertum. Hrsg. NSDAP Landesgruppe Argentinien, Buenos Aires 1935, 4 Bl.
- Organisation. Hrsg. NSDAP Landesgruppe Argentinien, Buenos Aires 1935, 4 Bl.
- Propaganda. Hrsg. NSDAP Landesgruppe Argentinien, Buenos Aires 1935, 4 Bl.
- Rassenfragen und Judentum. Hrsg. NSDAP Landesgruppe Argentinien, Buenos Aires 1935, 4 Bl.
- Verantwortungsgefühl. Hrsg. NSDAP Landesgruppe Argentinien, Buenos Aires 1935, 4 Bl.
- Die Bürgerschaft der Reichsstadt Hall von 1395 bis 1600. Zum Jubiläum der Stadt Schwäbisch Hall 1956. Unter Mitwirkung von Georg Lenckner, Kohlhammer, Stuttgart 1956.
- Die Schenken von Stauffenberg. Eine Familiengeschichte. Müller u. Gräff, Stuttgart 1972.
- Rat und Stadt in der Gründungszeit 1541–1557. Santiago de Chile als Beispiel einer spanischen Kolonialstadt (1984).
- Die Gründungen der Deutsche-Evangelischen Kirchengemeinde in Santiago (1984).
- P. Bernhard Havestadt, ein deutscher Chilereisender des 18. Jahrhunderts (1984).
- El Capitán Körner y la guerra civil en Chile, 1891 (1984).
- Bellavista und Osorno – die Hessen in Südchile. Ein Beitrag zur Auswanderergeschichte. ??
- Südamerika und Europa in ihren geschichtlichen Beziehungen.??
- Die Stuttgarter Steuerliste von 1545. Klett, Stuttgart 1974.
- Pfälzer Bauern in der Uckermark und in Ostpreußen. Ein Beitrag zur Wanderungsgeschichte. In: Aus Stadt- und Wirtschaftsgeschichte Südwestdeutschlands (1975), S. 188–206.
- Die Bürger von Hall. Sozialgeschichte einer Reichsstadt 1216–1802. Sigmaringen 1980.
- Erinnerungen des Chemikers Justin Wunder (1838–1910).
- Bauer, Bürger, Edelmann. Teil 1: Ausgewählte Aufsätze zur Sozialgeschichte. Festgabe zu seinem 75. Geburtstag. Bd. 2: Lebensläufe. In memoriam Gerd Wunder. Thorbecke, Sigmaringen 1984–1988.